# Pleurothyrium golfodulcense
Pleurothyrium golfodulcense är en lagerväxtart som beskrevs av W. Burger & N. Zamora. Pleurothyrium golfodulcense ingår i släktet Pleurothyrium och familjen lagerväxter. Inga underarter finns listade i Catalogue of Life.